# Blandy (Seine-et-Marne)
Pour les articles homonymes, voir Blandy.
Pour la commune de l’Essonne, voir Blandy (Essonne).
Blandy (parfois nommée localement Blandy-les-Tours) est une commune française située dans le département de Seine-et-Marne en région Île-de-France. Les habitants de Blandy-les-Tours sont appelés les Blandynois.

## Géographie

### Localisation
La commune est située à environ 12 kilomètres au nord-est  de Melun.

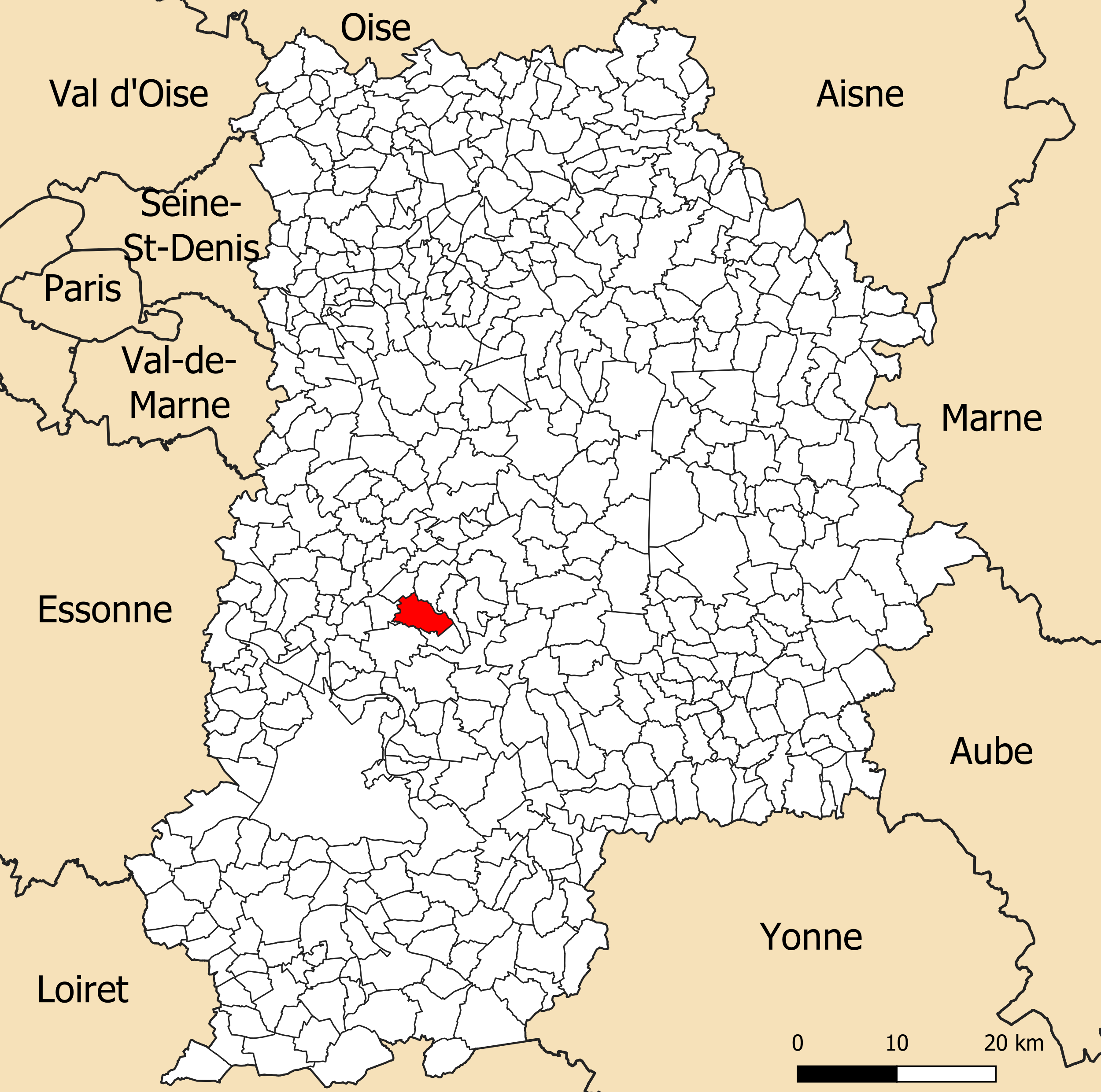
Localisation de la commune de Blandy dans le département de Seine-et-Marne.

### Communes limitrophes
|               | Fouju, Champeaux        | Saint-Méry         |
| Moisenay      | Blandy (Seine-et-Marne) |                    |
| Sivry-Courtry |                         | Châtillon-la-Borde |

### Géologie et relief
Le village est situé sur un promontoire qui domine la vallée du ru d’Ancœur (ou parfois d’Ancueil, qui devient par la suite l’Almont). Il s’est organisé autour du château fort, qui faisait partie d’un ensemble défensif entre domaine royal et Champagne.
L'altitude de la commune varie de 59 mètres à 104 mètres pour le point le plus haut, le centre du bourg se situant à environ 86 mètres d'altitude (mairie). Elle est classée en zone de sismicité 1, correspondant à une sismicité très faible.

### Hydrographie

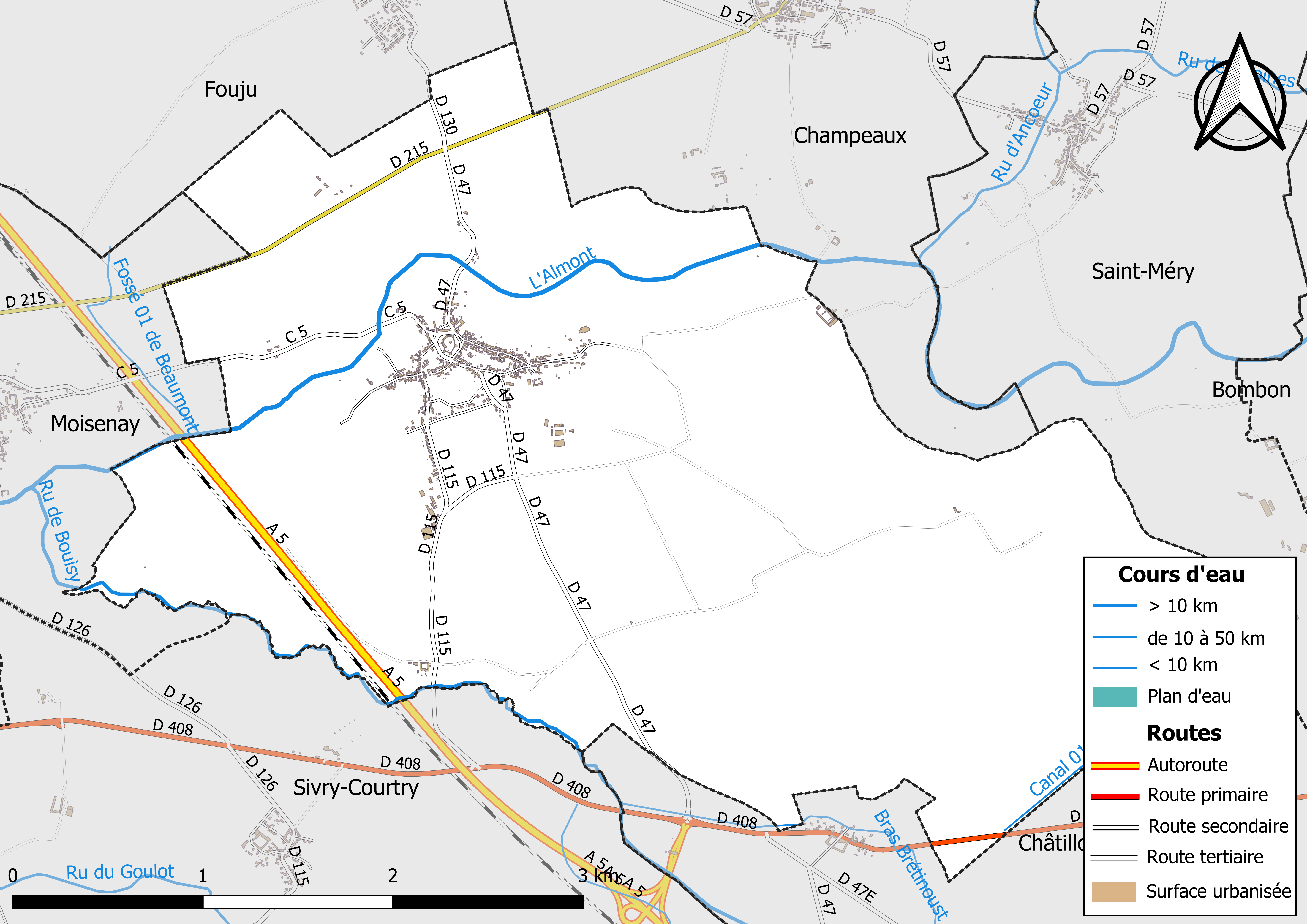
Carte des réseaux hydrographique et routier de Blandy.

Le réseau hydrographique de la commune se compose de quatre cours d'eau référencés :
- la rivière l’Almont (ru de Courtenain à Fontenailles (source) puis ru d'Ancœur à Blandy, ru d'Ancoeuil à Vaux le Vicomte ), longue de 42,15 km[3], affluent de la Seine en rive droite ;
  - le ru de Bouisy, long de 11,66 km[4], affluent de l'Almont ;
    - le bras Brétinoust, 2,11 km[5], affluent du ru de Bouisy ;
- le canal du Bois de Blandy, 1,67 km[6].

La longueur totale des cours d'eau sur la commune est de 6,07 km.

### Climat
Pour des articles plus généraux, voir Climat de l'Île-de-France et Climat de Seine-et-Marne.
En 2010, le climat de la commune est de type climat océanique dégradé des plaines du Centre et du Nord, selon une étude du CNRS s'appuyant sur une série de données couvrant la période 1971-2000. En 2020, Météo-France publie une typologie des climats de la France métropolitaine dans laquelle la commune est exposée à un climat océanique altéré et est dans la région climatique Nord-est du bassin Parisien, caractérisée par un ensoleillement médiocre, une pluviométrie moyenne régulièrement répartie au cours de l’année et un hiver froid (3 °C).
Pour la période 1971-2000, la température annuelle moyenne est de 11,1 °C, avec une amplitude thermique annuelle de 15,4 °C. Le cumul annuel moyen de précipitations est de 718 mm, avec 11,3 jours de précipitations en janvier et 7,8 jours en juillet. Pour la période 1991-2020, la température moyenne annuelle observée sur la station météorologique la plus proche, située sur la commune de Montereau-sur-le-Jard à 9 km à vol d'oiseau, est de 11,6 °C et le cumul annuel moyen de précipitations est de 657,9 mm,. Pour l'avenir, les paramètres climatiques de la commune estimés pour 2050 selon différents scénarios d'émission de gaz à effet de serre sont consultables sur un site dédié publié par Météo-France en novembre 2022.

### Milieux naturels et biodiversité
Aucun espace naturel présentant un intérêt patrimonial n'est recensé sur la commune dans l'inventaire national du patrimoine naturel,,.

## Urbanisme

### Typologie
Au 1er janvier 2024, Blandy est catégorisée commune rurale à habitat dispersé, selon la nouvelle grille communale de densité à sept niveaux définie par l'Insee en 2022.
Elle est située hors unité urbaine. Par ailleurs la commune fait partie de l'aire d'attraction de Paris, dont elle est une commune de la couronne,. Cette aire regroupe 1 929 communes,.

### Lieux-dits et écarts
La commune compte 122 lieux-dits administratifs répertoriés consultables ici (source : le fichier Fantoir).

### Occupation des sols
L'occupation des sols de la commune, telle qu'elle ressort de la base de données européenne d’occupation biophysique des sols Corine Land Cover (CLC), est marquée par l'importance des territoires agricoles (71,4 % en 2018), une proportion sensiblement équivalente à celle de 1990 (71,6 %). La répartition détaillée en 2018 est la suivante : 
terres arables (64 %), forêts (25,5 %), zones agricoles hétérogènes (7,2 %), zones urbanisées (3,1 %), prairies (0,2 %).
Parallèlement, L'Institut Paris Région, agence d'urbanisme de la région Île-de-France, a mis en place un inventaire numérique de l'occupation du sol de l'Île-de-France, dénommé le MOS (Mode d'occupation du sol), actualisé régulièrement depuis sa première édition en 1982. Réalisé à partir de photos aériennes, le Mos distingue les espaces naturels, agricoles et forestiers mais aussi les espaces urbains (habitat, infrastructures, équipements, activités économiques, etc.) selon une classification pouvant aller jusqu'à 81 postes, différente de celle de Corine Land Cover,,. L'Institut met également à disposition des outils permettant de visualiser par photo aérienne l'évolution de l'occupation des sols de la commune entre 1949 et 2018.

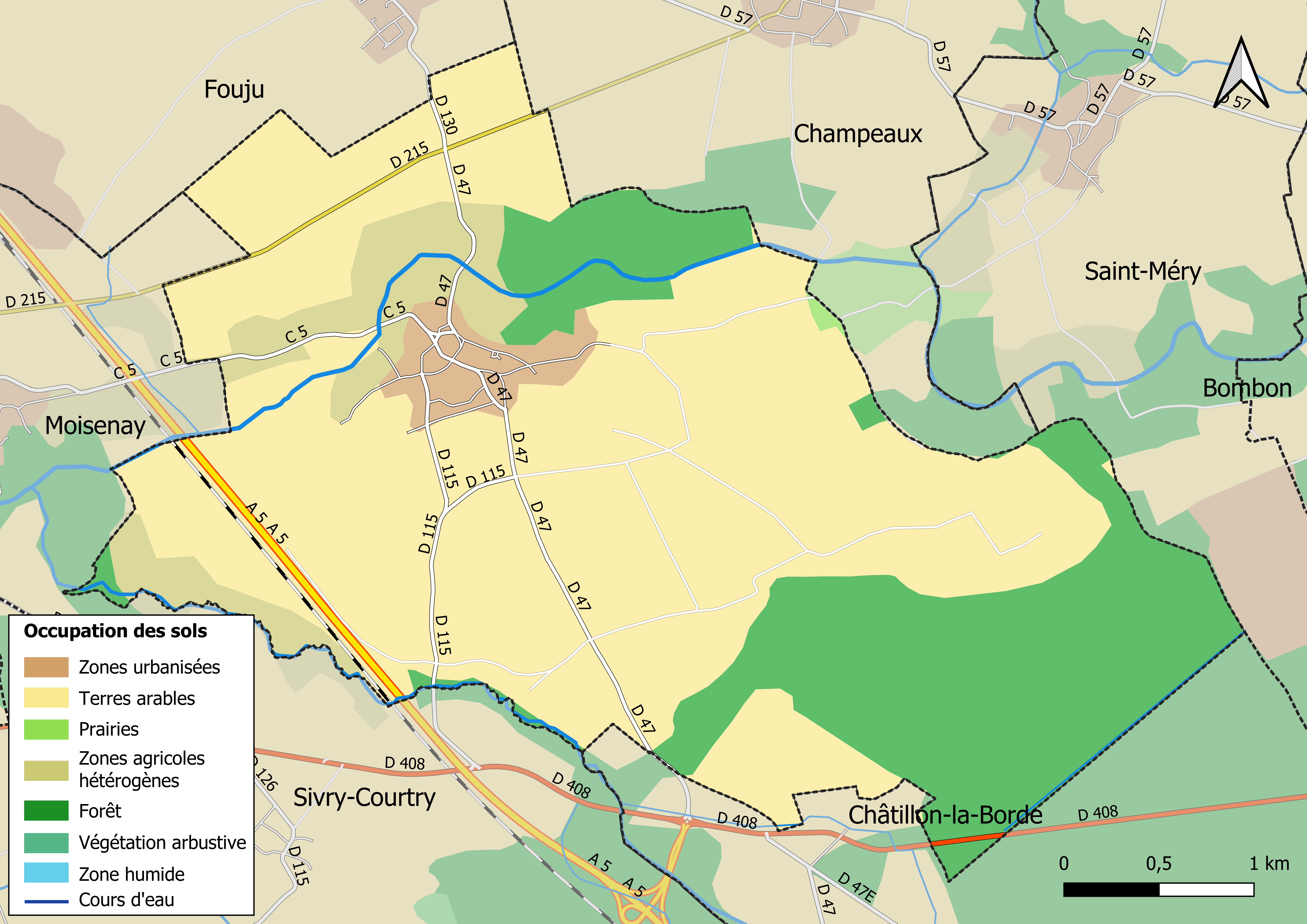
Carte des infrastructures et de l'occupation des sols en 2018 (CLC) de la commune.
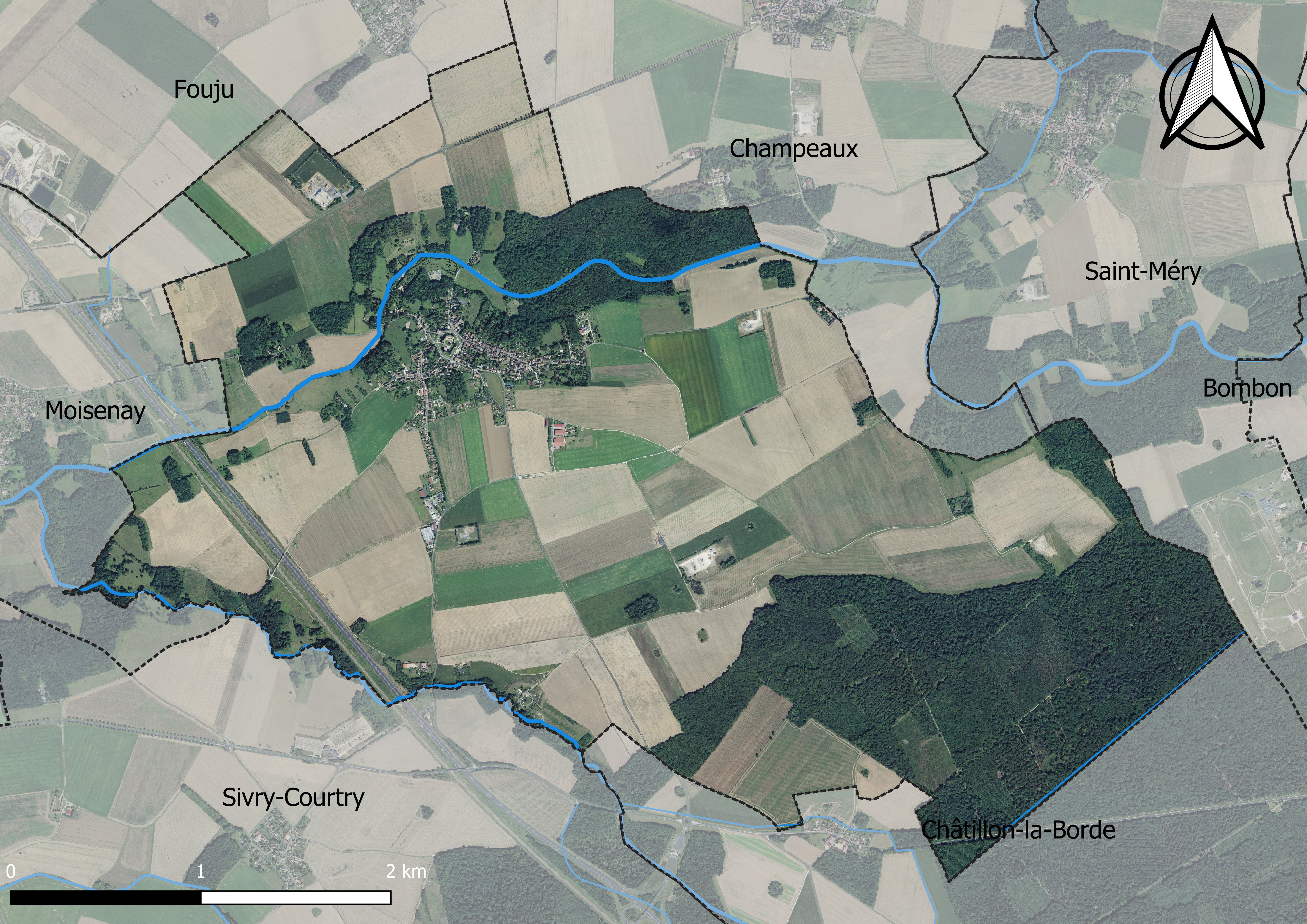
Carte orhophotogrammétrique de la commune.

### Planification
La commune, en 2019, avait engagé l'élaboration d'un plan local d'urbanisme.

### Logement
En 2016, le nombre total de logements dans la commune était de 355 dont 88,5 % de maisons et 11,2 % d’appartements.
Parmi ces logements, 83,3 % étaient des résidences principales, 5,9 % des résidences secondaires et 10,8 % des logements vacants.
La part des ménages fiscaux propriétaires de leur résidence principale s’élevait à 81,5 % contre 16,9 % de locataires et 1,7 % logés gratuitement.

### Voies de communication et transports
Le village et la commune sont traversés dans l'axe est-ouest par le sentier de grande randonnée GR 1, entre Champeaux et Moisenay.

## Toponymie
Le nom de la localité est mentionné sous les formes Blanzi en 1209, ; Parrochia Blandiaci en 1212, ; « Villa de Blandin in castellania Meledunensi » en 1322, ; Ecclesia de Blandun en 1322, ; Blanziacum au XIVe siècle.

## Histoire
L'occupation du territoire de Blandy est bien antérieure à l'existence du château. Le site est en effet fréquenté dès la Préhistoire, puis peuplé à l'époque antique.
Le nom Blandy est d’origine gallo-romaine, prenant les formes de Blanziacum en 832, Blanzi en 1209, Blandiacum en 1212 (du nom Blandius).
L’histoire de Blandy est ensuite associée à celle de son château. Ce dernier est mentionné pour la première fois en 1206, il appartient alors aux vicomtes de Melun.
Le village est essentiellement agricole. Louis Michelin en 1843 note dans ses essais historiques et statistiques : grains, foins, vins et bois. Quelques industries se sont développées au fil des siècles notamment l'exploitation de l'argile et de la pierre meulière. Au XXe siècle, la commune de Blandy-en-Brie prend le nom de Blandy-les-Tours. Le château permet de développer le tourisme au cours des XXe et XXIe siècles.
L'association « mémoires de Blandy » fait des recherches historiques sur le village.

## Politique et administration

### Liste des maires
| Période                   | Période                              | Identité                                       | Étiquette | Qualité                                                                                                   |
| ------------------------- | ------------------------------------ | ---------------------------------------------- | --------- | --- |
| Vendémiaire an VII (1798) | Germinal an VII (1799)               | Antoine Hucherard                              |           | Agent municipal ; profession : cultivateur                                                                |
| Floréal an VII (1799)     | Prairial an VIII (janv-février 1799) | Maurice Chertemps                              |           | Agent municipal, Avant 1799, les actes sont signés alternativement par des agents et officiers municipaux |
| Floréal an VII (mai 1800) | 1821                                 | Jean Baptiste Jozon                            |           | Cultivateur, puis propriétaire cultivateur en 1804                                                        |
| 1821                      | 1825                                 | Charles Alexandre Morisset                     |           | Propriétaire                                                                                              |
| 1825                      | 1831                                 | Antoine Hucherard                              |           | Cultivateur, puis propriétaire                                                                            |
| 1831                      | 1848                                 | Jean Baptiste Désiré Garcet                    |           | Notaire                                                                                                   |
| 1848                      | 1855                                 | Antoine Louis Couturon                         |           | Propriétaire                                                                                              |
| 1855                      | 1855                                 | Jean Baptiste Deshayes                         |           | Adjoint                                                                                                   |
| 1856                      | 1861                                 | Jean Jacques Laurent                           |           | Notaire                                                                                                   |
| 1861                      | 1865                                 | Georges Éléonore Frédéric Rabier               |           | Cultivateur                                                                                               |
| 1865                      | 1876                                 | Louis René Desroches                           |           | |
| 1876                      | 1877                                 | Jean Luigi                                     |           | Docteur en médecine                                                                                       |
| 1877                      |                                      | Henri Pompée Chertemps et Deneuchatel adjoints |           | Adjoints faisant fonction                                                                                 |
| 1877                      | 1888                                 | Pierre Charles Tuot                            |           | Officier supérieur retraité, rentier                                                                      |
| 1888                      | 30 mai 1888                          | Maurice Blaque                                 |           | Propriétaire                                                                                              |
| 10 juin 1888              | 1909                                 | Henri Pompée Chertemps                         |           | Géomètre                                                                                                  |
| 7 juin 1909               | 1912                                 | Arthur Jules Mercier                           |           | Notaire                                                                                                   |
| 19 mai 1912               | 1914                                 | Cherrier                                       |           | |
| 22 mars 1914              | 1956                                 | Marie Alphonse Cailleux                        |           | Fermier                                                                                                   |
| 1957                      | 1970                                 | Georges Geraldy                                |           | |
| mars 1971                 | mai 1971                             | André Massias                                  | Intérim   | |
| 1971                      | 1977                                 | Jean Métier                                    |           | Agriculteur                                                                                               |
| 1977                      | 1983                                 | Antoine Gueldry                                |           | Agriculteur                                                                                               |
| 1983                      | 1995                                 | Jean Métier                                    |           | Agriculteur                                                                                               |
| 1995                      | 2001                                 | Roger Fontaine                                 |           | Artisan peintre                                                                                           |
| 2001                      | 2008                                 | Denis Péron                                    |           | Responsable d'exploitation                                                                                |
| 2008                      | 2014                                 | Éric Cadiou                                    |           | Chef de Service Informatique                                                                              |
| mars 2014                 | En cours                             | Patrice Motté                                  |           | Agriculteur                                                                                               |

### Politique environnementale
Mieux Vivre à Blandy, Association qui défend l'environnement de la commune et veille au bien-être environnemental de ses habitants, anime des conférences, des visites, transmet aux habitants des informations, tous sujets qui concourent à la protection de l'environnement et de sa biodiversité.

## Équipements et services

### Eau et assainissement
L’organisation de la distribution de l’eau potable, de la collecte et du traitement des eaux usées et pluviales relève des communes. La loi NOTRe de 2015 a accru le rôle des EPCI à fiscalité propre en leur transférant cette compétence. Ce transfert devait en principe être effectif au 1er janvier 2020, mais la loi Ferrand-Fesneau du 3 août 2018 a introduit la possibilité d’un report de ce transfert au 1er janvier 2026,.

#### Assainissement des eaux usées
En 2020, la gestion du service d'assainissement collectif de la commune de Blandy est assurée par la communauté de communes Brie des Rivières et Châteaux (CCBRC) pour la collecte, le transport et la dépollution. Ce service est géré en délégation par une entreprise privée, dont le contrat arrive à échéance le 31 juillet 2022,,.
L’assainissement non collectif (ANC) désigne les installations individuelles de traitement des eaux domestiques qui ne sont pas desservies par un réseau public de collecte des eaux usées et qui doivent en conséquence traiter elles-mêmes leurs eaux usées avant de les rejeter dans le milieu naturel. La communauté de communes Brie des Rivières et Châteaux (CCBRC) assure pour le compte de la commune le service public d'assainissement non collectif (SPANC), qui a pour mission de vérifier la bonne exécution des travaux de réalisation et de réhabilitation, ainsi que le bon fonctionnement et l’entretien des installations. Cette prestation est déléguée à l'entreprise Veolia, dont le contrat arrive à échéance le 31 juillet 2022,,.

#### Eau potable
En 2020, l'alimentation en eau potable est assurée par la communauté de communes Brie des Rivières et Châteaux (CCBRC) qui en a délégué la gestion à l'entreprise Veolia, dont le contrat expire le 1er décembre 2024,.

## Population et société

### Démographie
- Dans ses  Essais historiques et statistiques, Louis Michelin note en 1843 : 760 habitants, dont 8 à la ferme de Bouisy, 6 à la ferme d’Aulnoy, 7 aux Brandins, 6 aux Frileux et 12 au hameau des vallées.

L'évolution du nombre d'habitants est connue à travers les recensements de la population effectués dans la commune depuis 1793. Pour les communes de moins de 10 000 habitants, une enquête de recensement portant sur toute la population est réalisée tous les cinq ans, les populations de référence des années intermédiaires étant quant à elles estimées par interpolation ou extrapolation. Pour la commune, le premier recensement exhaustif entrant dans le cadre du nouveau dispositif a été réalisé en 2007.

En 2022, la commune comptait 769 habitants, en évolution de +6,36 % par rapport à 2016 (Seine-et-Marne : +3,92 %, France hors Mayotte : +2,11 %).
| 1793 | 1800 | 1806 | 1821 | 1831 | 1836 | 1841 | 1846 | 1851 |
| ---- | ---- | ---- | ---- | ---- | ---- | ---- | ---- | ---- |
| 977  | 852  | 892  | 747  | 762  | 760  | 697  | 679  | 667  |

| 1856 | 1861 | 1866 | 1872 | 1876 | 1881 | 1886 | 1891 | 1896 |
| ---- | ---- | ---- | ---- | ---- | ---- | ---- | ---- | ---- |
| 665  | 672  | 657  | 659  | 619  | 625  | 566  | 584  | 541  |

| 1901 | 1906 | 1911 | 1921 | 1926 | 1931 | 1936 | 1946 | 1954 |
| ---- | ---- | ---- | ---- | ---- | ---- | ---- | ---- | ---- |
| 521  | 509  | 495  | 448  | 515  | 519  | 480  | 519  | 548  |

| 1962 | 1968 | 1975 | 1982 | 1990 | 1999 | 2006 | 2007 | 2012 |
| ---- | ---- | ---- | ---- | ---- | ---- | ---- | ---- | ---- |
| 611  | 620  | 561  | 609  | 667  | 721  | 749  | 753  | 710  |

| 2017 | 2022 | - | - | - | - | - | - | - |
| ---- | ---- | - | - | - | - | - | - | - |
| 739  | 769  | - | - | - | - | - | - | - |

### Quelques dates à retenir
- May médiéval tous les deux ans
- Blandy Musical Tour (CCRB) lors du premier week-end après la fête de la musique fin juin.
- Spectacle pyrotechnique du 14-Juillet.
- Rando dite des Trois Châteaux.

## Économie

### Revenus de la population et fiscalité
En 2018, le nombre de ménages fiscaux de la commune était de 286, représentant 713 personnes et la  médiane du revenu disponible par unité de consommation  de 27 970 euros.

### Emploi
En 2018, le nombre total d’emplois dans la zone était de 154, occupant 367 actifs  résidants.
Le taux d'activité de la population (actifs ayant un emploi) âgée de 15 à 64 ans s'élevait à 74,1 % contre un taux de chômage de 4,8 %.
Les 21,1 % d’inactifs se répartissent de la façon suivante : 8,7 % d’étudiants et stagiaires non rémunérés, 6,4 % de retraités ou préretraités et 6 % pour les autres inactifs.

### Secteurs d'activité

#### Entreprises et commerces
En 2019, le nombre d’unités légales et d’établissements (activités marchandes hors agriculture) par secteur d'activité était de 48 dont 2 dans l’industrie manufacturière, industries extractives et autres, 8 dans la construction, 18 dans le commerce de gros et de détail, transports, hébergement et restauration, 2 dans l’Information et communication, 9 dans les activités spécialisées, scientifiques et techniques et activités de services administratifs et de soutien, 1 dans l’administration publique, enseignement, santé humaine et action sociale et 8  étaient relatifs aux autres activités de services.
En 2020, 13 entreprises ont été créées sur le territoire de la commune, dont 12 individuelles.
Au 1er janvier 2021, la commune ne disposait pas d’hôtel et de terrain de camping.

#### Agriculture
Blandy est dans la petite région agricole dénommée la « Brie française », (ou Basse-Brie), une partie de la Brie autour de Brie-Comte-Robert. En 2010, l'orientation technico-économique de l'agriculture sur la commune est la culture de céréales et d'oléoprotéagineux (COP).
Si la productivité agricole de la Seine-et-Marne se situe dans le peloton de tête des départements français, le département enregistre un double phénomène de disparition des terres cultivables (près de 2 000 ha par an dans les années 1980, moins dans les années 2000) et de réduction d'environ 30 % du nombre d'agriculteurs dans les années 2010. Cette tendance se retrouve au niveau de la commune où le nombre d’exploitations est passé de 8 en 1988 à 4 en 2010. Parallèlement, la taille de ces exploitations augmente, passant de 85 ha en 1988 à 186 ha en 2010.
Le tableau ci-dessous présente les principales caractéristiques des exploitations agricoles de Blandy, observées sur une période de 22 ans : 
|                                      | 1988 | 2000 | 2010 |
| ------------------------------------ | ---- | ---- | ---- |
| Dimension économique,                |      |      |      |
| Nombre d’exploitations (u)           | 8    | 6    | 4    |
| Travail (UTA)                        | 11   | 10   | 5    |
| Surface agricole utilisée (ha)       | 676  | 758  | 744  |
| Cultures                             |      |      |      |
| Terres labourables (ha)              | 646  | 753  | 725  |
| Céréales (ha)                        | 417  | 518  | 431  |
| dont blé tendre (ha)                 | 277  | 308  | 222  |
| dont maïs-grain et maïs-semence (ha) | 84   | s    | 12   |
| Tournesol (ha)                       | 64   |      |      |
| Colza et navette (ha)                | 43   | 70   | 105  |
| Élevage                              |      |      |      |
| Cheptel (UGBTA)                      | 55   | 8    | 5    |

## Culture locale et patrimoine

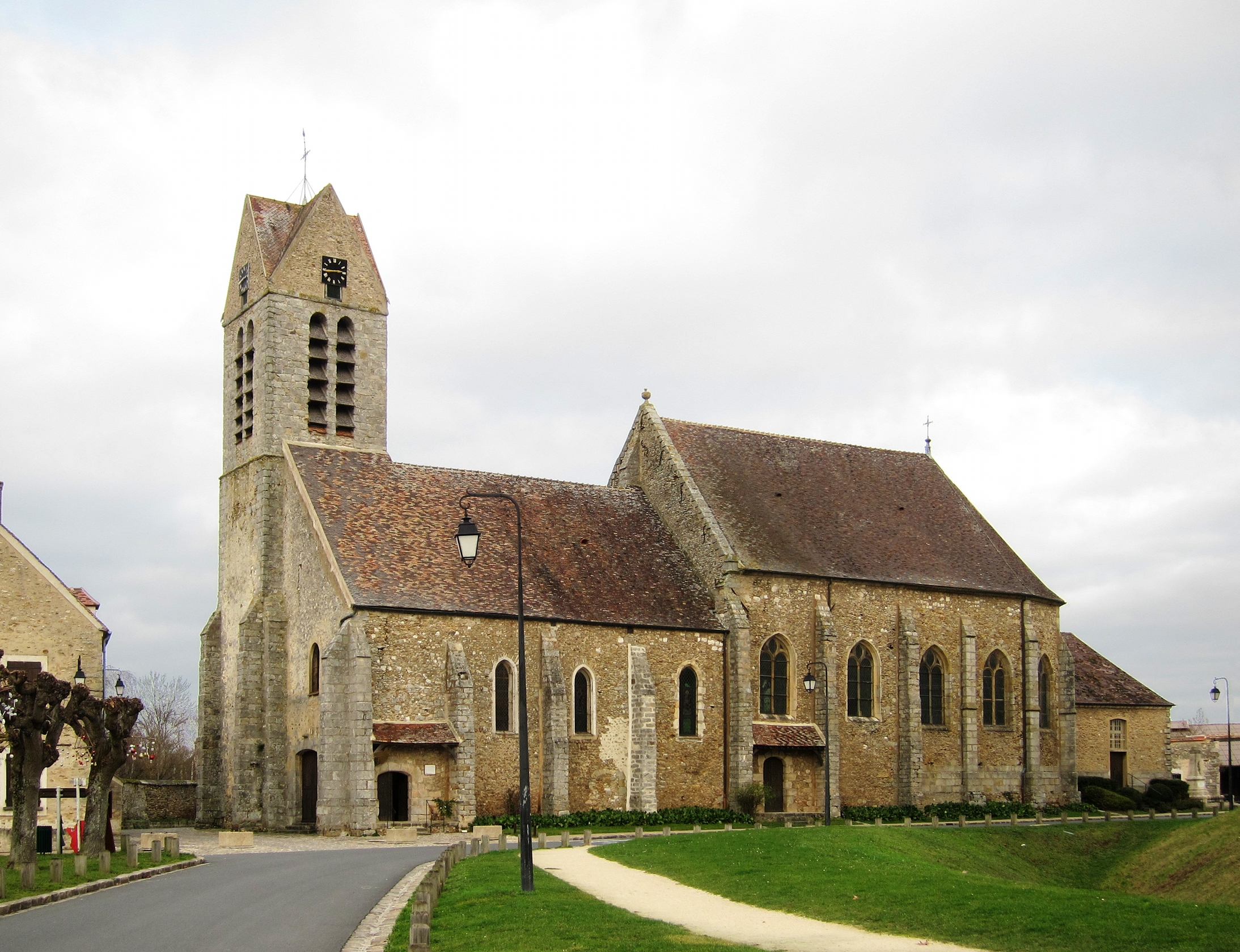
Église Saint-Maurice.

### Lieux et monuments

#### Église Saint-Maurice
À l’époque mérovingienne, le groupe paroissial est composé de deux bâtiments différents : l’église et une chapelle dont les vestiges subsistent dans la cour intérieure du château, délimités sur le sol. Cette nécropole paraît s’étendre autour de l’église. Le mur méridional montre un bel appareil en  arêtes de poisson qui pourrait appartenir à un édifice mérovingien ou carolingien.
On a aussi retrouvé une nécropole de 72 sépultures de jeunes enfants autour du chevet de cette chapelle située dans le château.
Les parties les plus anciennes de l’église sont le clocher et la nef, qui datent du XIVe siècle. Ce clocher à quatre pans droits est caractéristique des églises briardes. Ensuite, Saint-Maurice a été agrandie au XVIe siècle par la construction d’un nouveau chœur. À cette époque, Jacqueline de Rohan, châtelaine de Blandy convertie au protestantisme, avait fait de l’église un lieu de culte pour cette nouvelle religion.
En 1572, toute l’aristocratie protestante se rassembla ici pour célébrer le mariage de Marie de Clèves et d’Henri Ier, prince de Condé. Parmi les invités se trouvait Henri de Navarre, futur roi Henri IV.
Marguerite est la plus grosse cloche de l’église. La première s’appelait Jacqueline, du nom de Jacqueline de Rohan, qui l’avait fait placer dans le clocher, mais elle a été fondue à la Révolution pour en faire des canons.
L’église est de style gothique avec ses larges ouvertures, elle donne cette impression de lumière et d’équilibre. Elle ne possède qu’un seul bas-côté. Il n’y a pas de transept, c’est la partie près de la chaire qui devait en tenir lieu pour les cérémonies, et à ce même endroit était situé le chœur au XIVe siècle.

#### Prieuré Saint-Martin
L’ancien prieuré Saint-Martin, fondé au XIe siècle, dépendait de la très riche abbaye Saint-Martin-des-Champs à Paris. Le prieuré, également riche, formait au Moyen Âge un ensemble très important qui comprenait notamment une chapelle, un cimetière, une grange aux dîmes, une ferme entourée de profonds fossés, et de grands jardins. Il possédait des terres, des bois, et un pouvoir avec lequel le seigneur devait composer. On trouve à la Bibliothèque Nationale une lettre de Philippe Auguste datée de 1214, qui concerne une querelle séculaire entre les vicomtes de Melun et les moines au sujet de la possession des bois de Blandy. Après plus d’un siècle de procès, le roi a donné raison aux moines et Adam II de Melun s’y est soumis. Les moines avaient une grande influence au Moyen Âge. Ils contribuaient à l’évangélisation, limitaient l’autorité des puissants, et contribuaient au développement d’un élevage et d’une culture plus rationnels.

#### Patrimoine civil

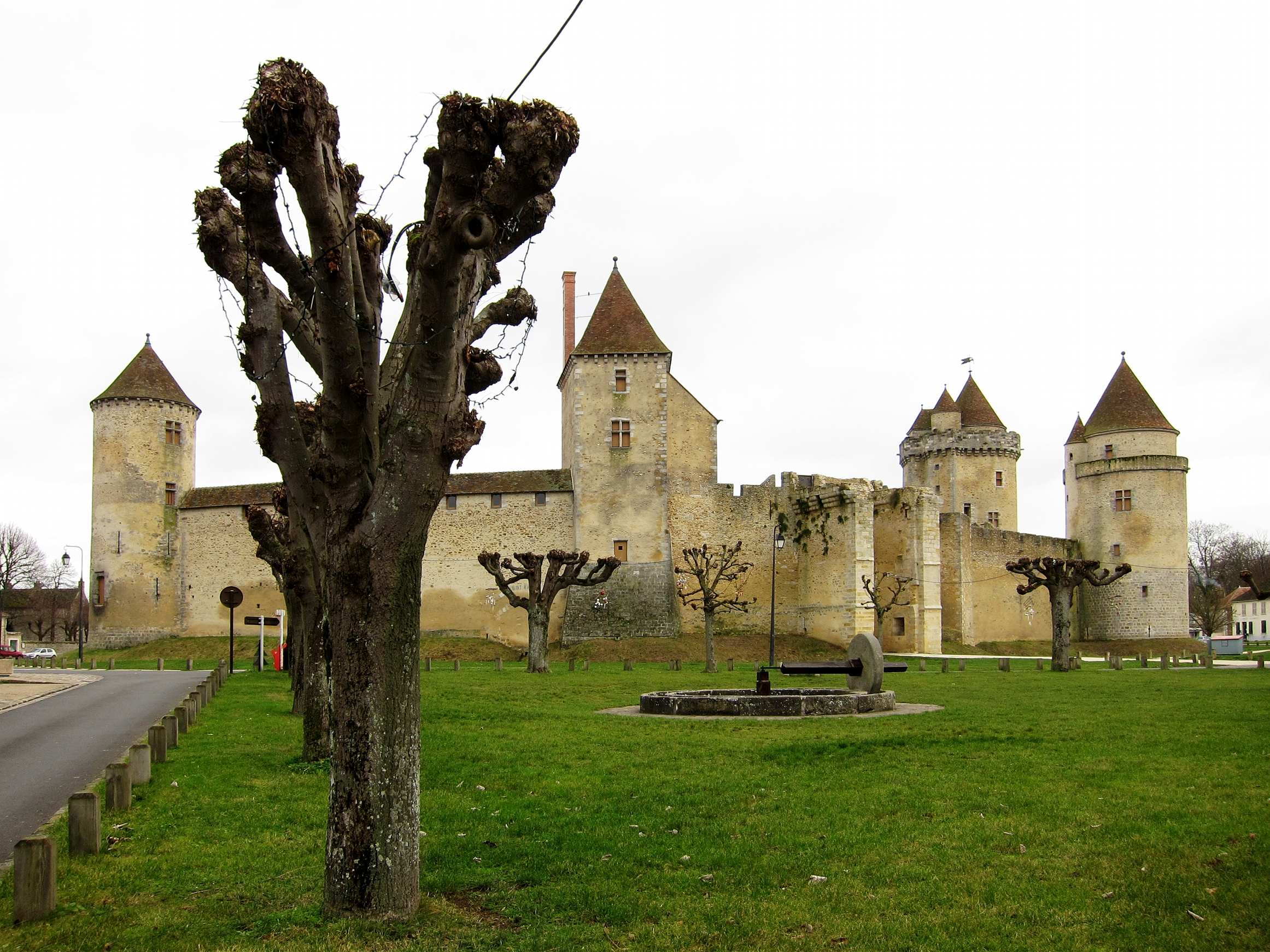
Le château et le pressoir à pommes.

- Le château médiéval composé de cinq tours et d’un donjon reliés entre eux par un mur d’enceinte. Il fut construit au XIIIe siècle par le vicomte de Melun et restauré au début des années 1990. Propriété du conseil général, il a rouvert le 16 septembre 2007 après deux ans de travaux.
- la Grande Rue, au no 9 : dès la moitié du XVIIe siècle, il est fait mention d’un maître à Blandy, donc d’une école, et dès le début du XVIIIe d’une école de filles (assez précoce).

Il y avait à cette adresse une école fondée en 1669, donc pendant la deuxième moitié du XVIIe. Cette école a fonctionné jusqu’au XIXe siècle. Aux XVIIIe et XIXe siècles, elle était établie au premier étage de la maison. En 1746 (moitié du XVIIIe), l’école a été agrandie par l’arrière grâce à l’achat d’une seconde maison dans la Grande Rue pour loger le maître d’école des garçons. 

Dans ce même bâtiment, il y avait le broyeur à pommes et le pressoir banal.
- Le broyeur à pommes servait autrefois à broyer des fruits avant de les porter au pressoir. La meule est en grès, elle est fixée sur un axe qui était entraîné par un cheval. Longtemps situé au no 9 de la Grande Rue, il a été transféré en 1990 sur la place du Colombier.
- L’hôtel Chenevières est la grande et belle bâtisse qui borde le côté gauche de la place du Pleux. Elle est nommée d’après les champs de chanvre qui devaient s’y trouver autrefois : le chanvre a la particularité de pouvoir pousser sur des terrains ingrats appelés pleux en ancien français. Cette maison appartenait au XVIIIe siècle au procureur Pellegrin ; à cette époque, elle était entourée de vignes et de jardins.

Depuis le XVe siècle, il y avait à Blandy beaucoup de gens de loi : procureurs, mais aussi juges, baillis, notaires, car l’organisation du village était très complexe. Les terres étaient morcelées entre les possessions du seigneur, celles de la paroisse, et même celles de communautés religieuses extérieures au village comme l’abbaye royale de Saints-Père de Melun. Le prieuré Saint-Martin, tout près d’ici, possédait lui aussi beaucoup de terres. Ces attributions se modifiaient au fil du temps. Il devait être difficile de s’y retrouver au moment d’appliquer les impôts. Et c’est probablement là qu’intervenaient les juristes…
- Au numéro 22 de la rue Saint-Martin, se trouvait la chapelle Saint-Martin, qui a été détruite à la Révolution. À son emplacement, une belle maison en a toutefois gardé les principales dispositions. C’est dans cette chapelle que s’était maintenu le culte catholique à Blandy au XVIe siècle, alors que l’église Saint-Maurice avait été transformée en temple protestant. À sa droite, il reste l’ancienne grange aux dîmes. 
Les moines ont quitté le prieuré à la fin du XIVe siècle. Les vicomtes de Melun en sont alors devenus propriétaires et y ont installé les chapelains du château. Vendu au XVIIIe siècle en même temps que le château, le prieuré est passé entre les mains de plusieurs propriétaires. À la Révolution, il a été vendu par l’État, et ses bâtiments, déjà très endommagés, ont été transformés ou détruits.

La rue Raoul-Kourilsky (voir point suivant) et la rue de la Fontaine contournent l’ancienne basse-cour du château. La basse-cour était le centre de la vie du domaine seigneurial, où étaient installés les paysans et artisans qui travaillaient pour le seigneur. Elle était entourée d’une enceinte fortifiée et c’est là où les villageois se réfugiaient en temps de guerre.
- La rue Raoul-Kourilsky est nommée ainsi grâce à  un médecin qui a sauvé les hommes du village. Ces hommes allaient être fusillés par les Allemands. Elle portait auparavant le nom de rue Courre-Soupe, parce que les pauvres couraient y chercher leur ration de soupe, en rapport avec l’hôtel-Dieu qui s’y trouvait jusqu’à son incendie en 1710 : (terrier de 1740 et recensement de 1744) ; les rations ont ensuite sans doute diminué et la rue a été rebaptisée  Courte-Soupe  (recensement de 1836). Durant la Seconde Guerre mondiale, le café Les Cent Tickets (documents du professeur Raoul Kourilsky et témoignage de Jean Caillon, jeune aligné contre le mur) ou Sans Tickets a été le théâtre d’un drame. Il était devenu le centre de ralliement des résistants pendant la guerre. Mais un jour, la Gestapo a découvert ce qui s’y passait et a donné l’assaut. En entendant les premiers coups de feu, un des hommes, Maurice Salingros, s’est dirigé vers la porte pour faire obstacle aux Allemands et permettre aux autres de s’enfuir. Pendant que les résistants s’évadaient par le jardin, Maurice Salingros a essuyé de plein fouet les tirs allemands… Mais l’histoire ne s’arrête pas là. Les résistants leur ayant échappé, les Allemands ont rassemblé tous les hommes du village et les ont alignés en menaçant de les exécuter. C’est alors que l’un d’eux, Raoul Kourilsky, a pris la parole en allemand pour tenter de négocier leur libération. Après une attente interminable, les hommes ont finalement été relâchés.
- Dans la rue de la Fontaine reste une maison avec un beau porche et une arche en grès ; au XIXe siècle, elle a servi en même temps de presbytère, d’école et de mairie.
- Le lavoir public de la fin du XVIIIe siècle est aménagé sur un ruisseau qui descend la pente naturelle jusqu’au ru d’Ancœur.

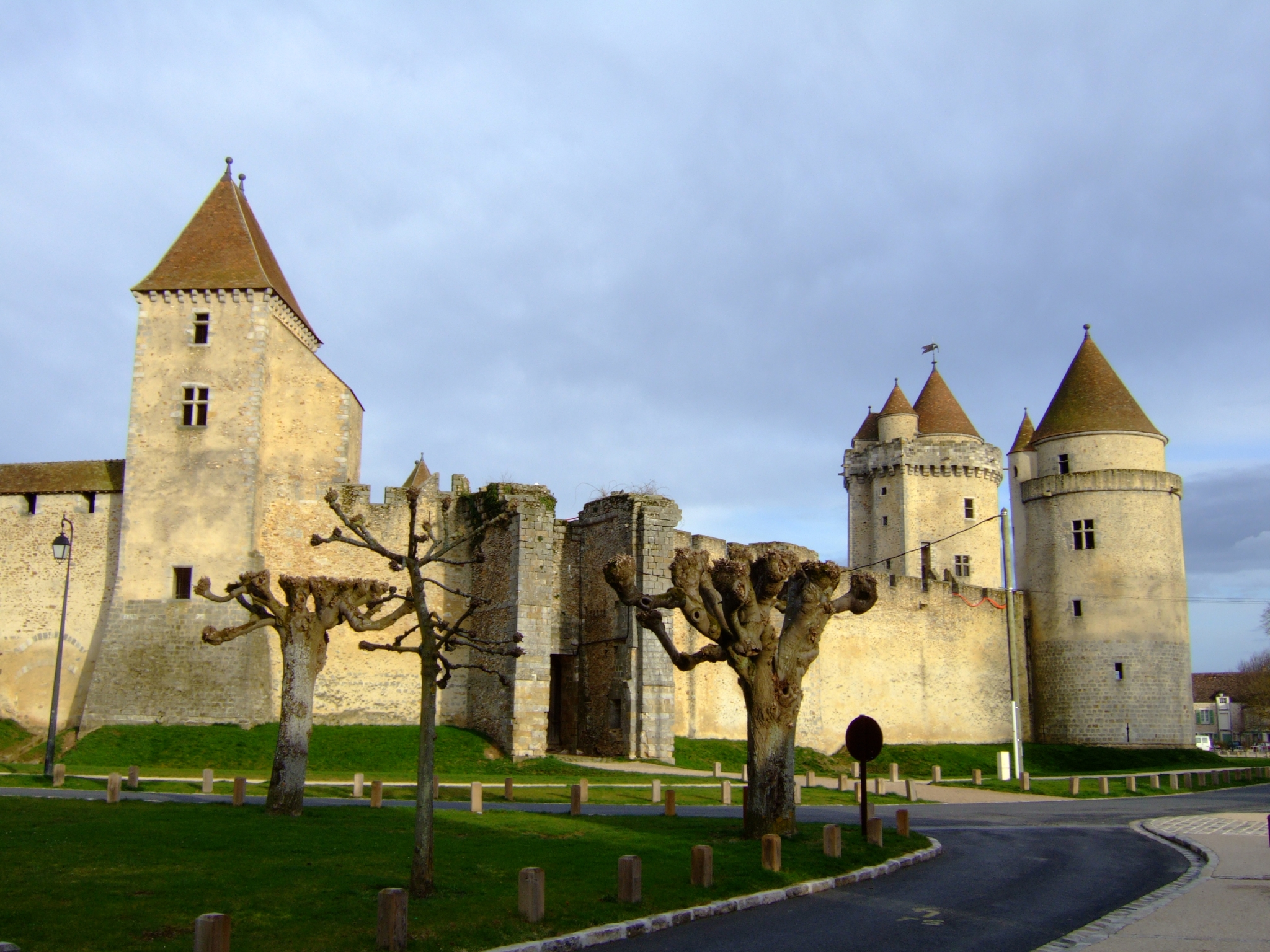
Le château.
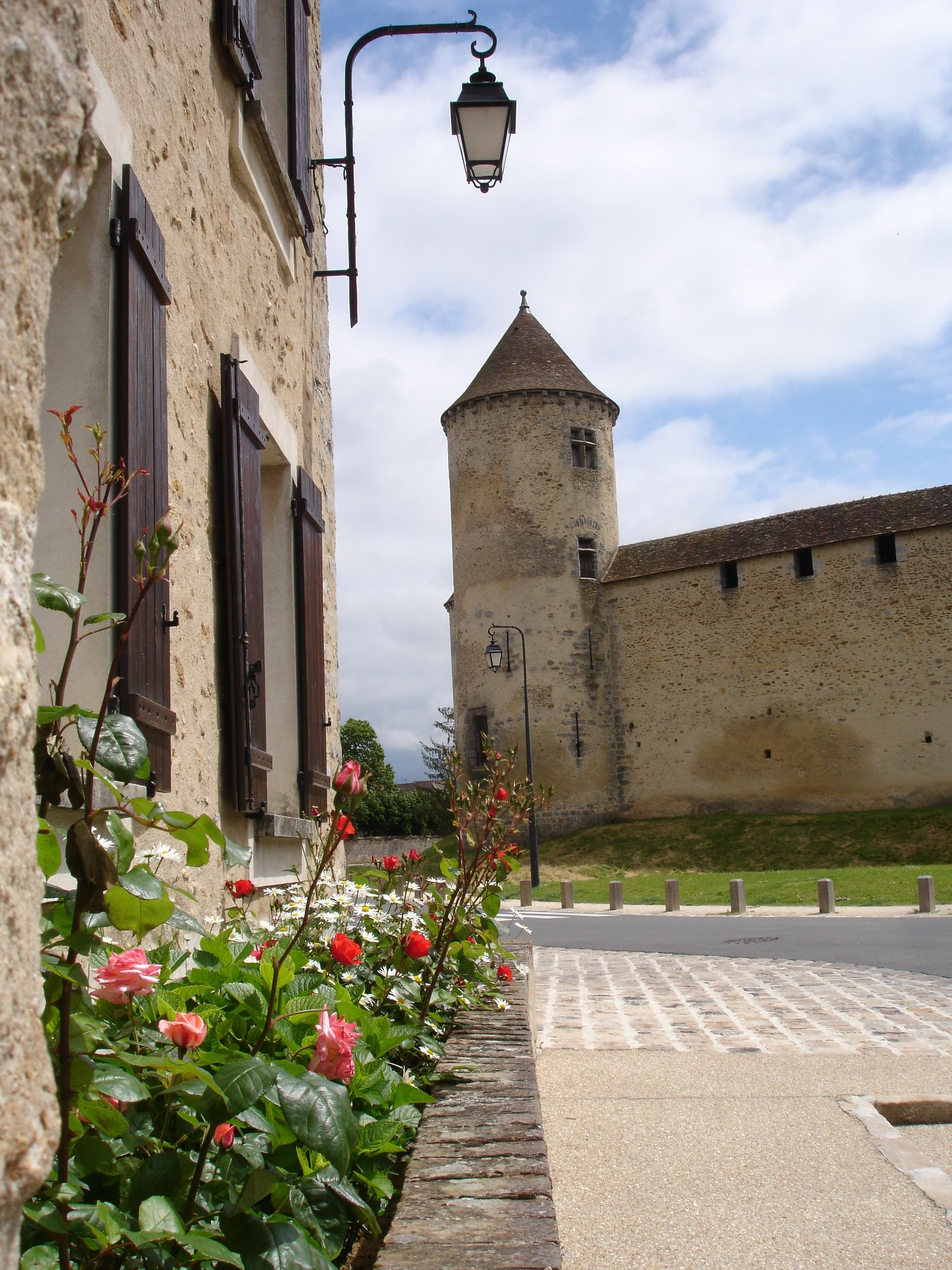
Blandy et son château.
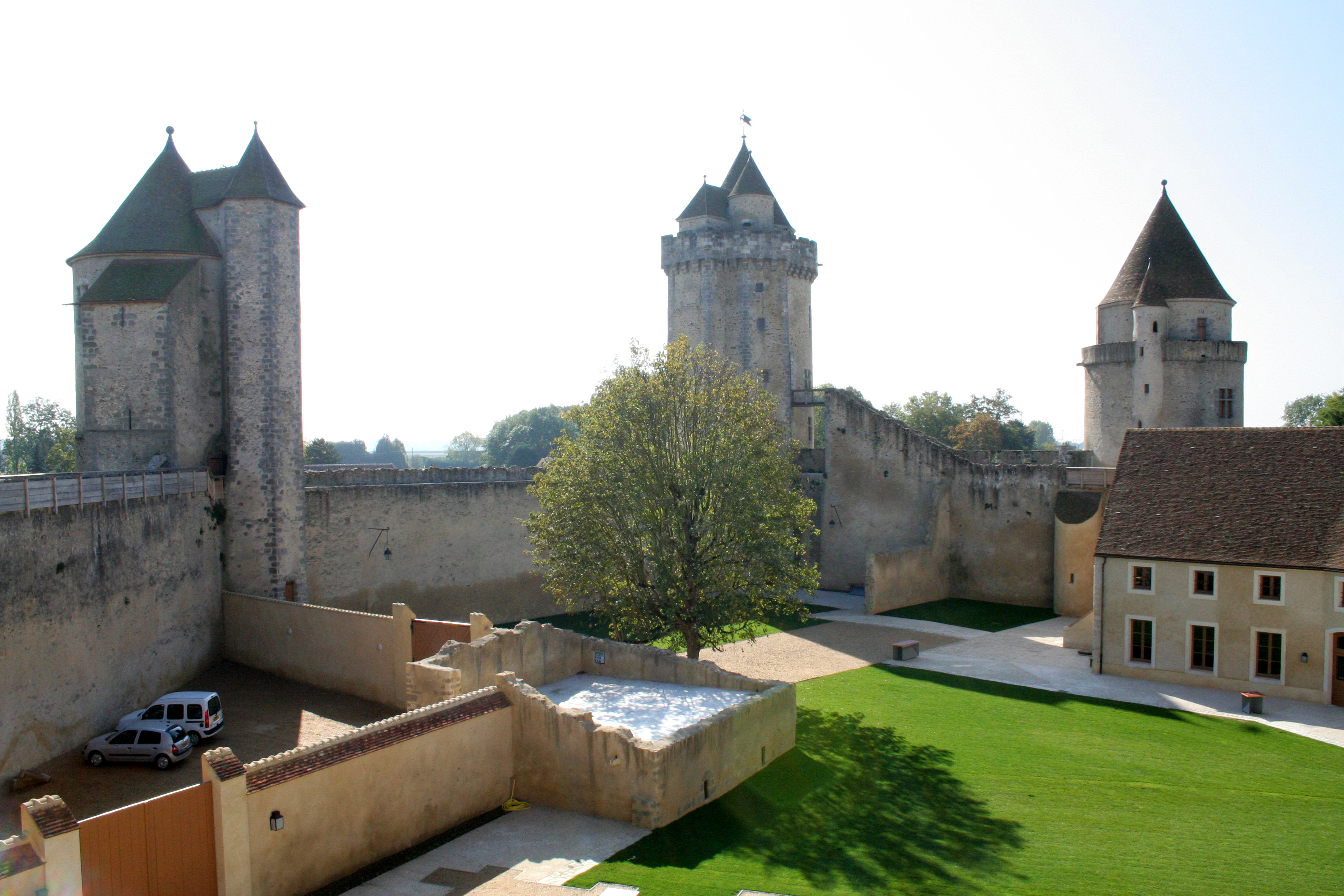
Cour intérieure du château.
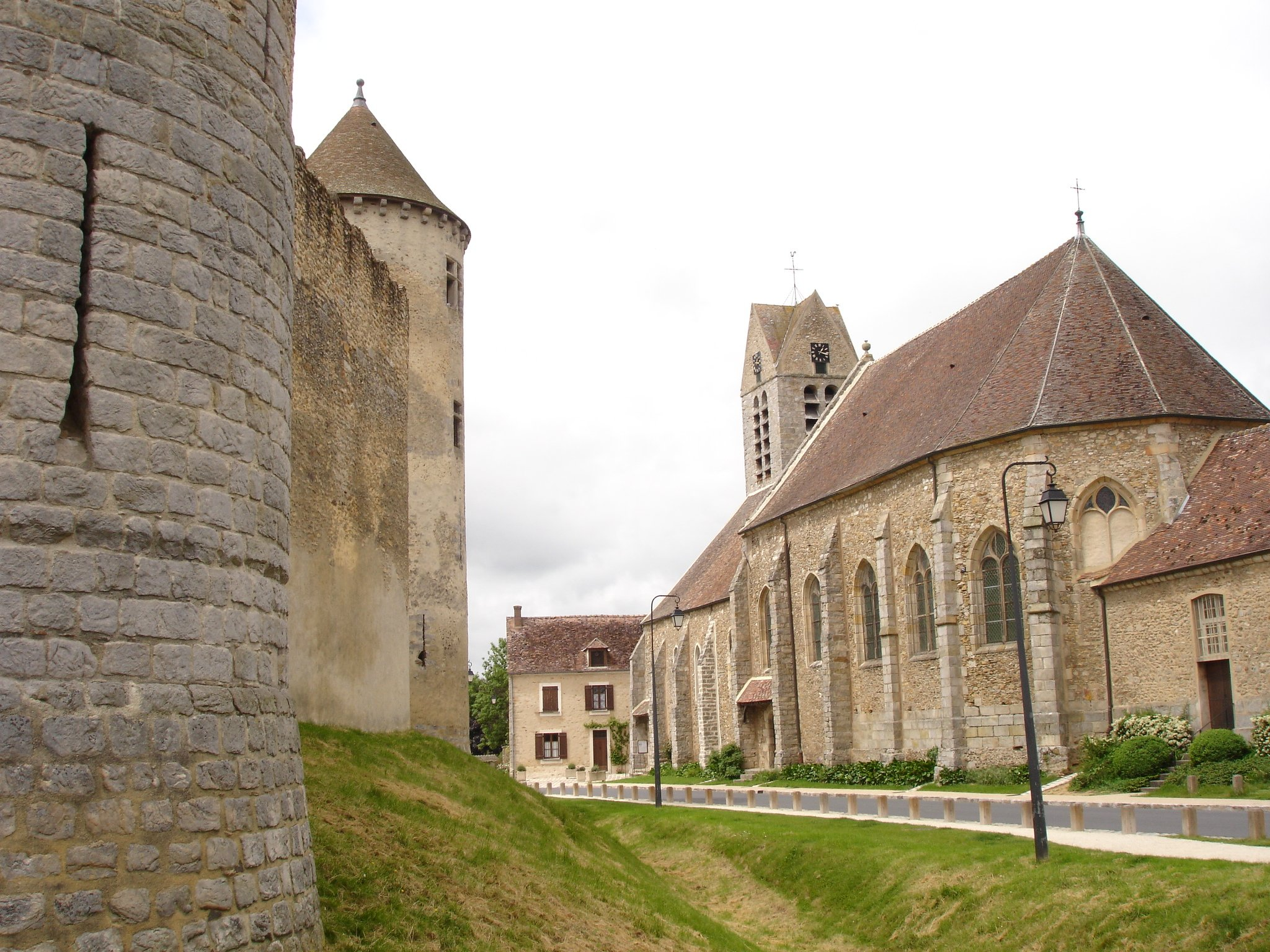
Église Saint-Maurice jouxtant le château.
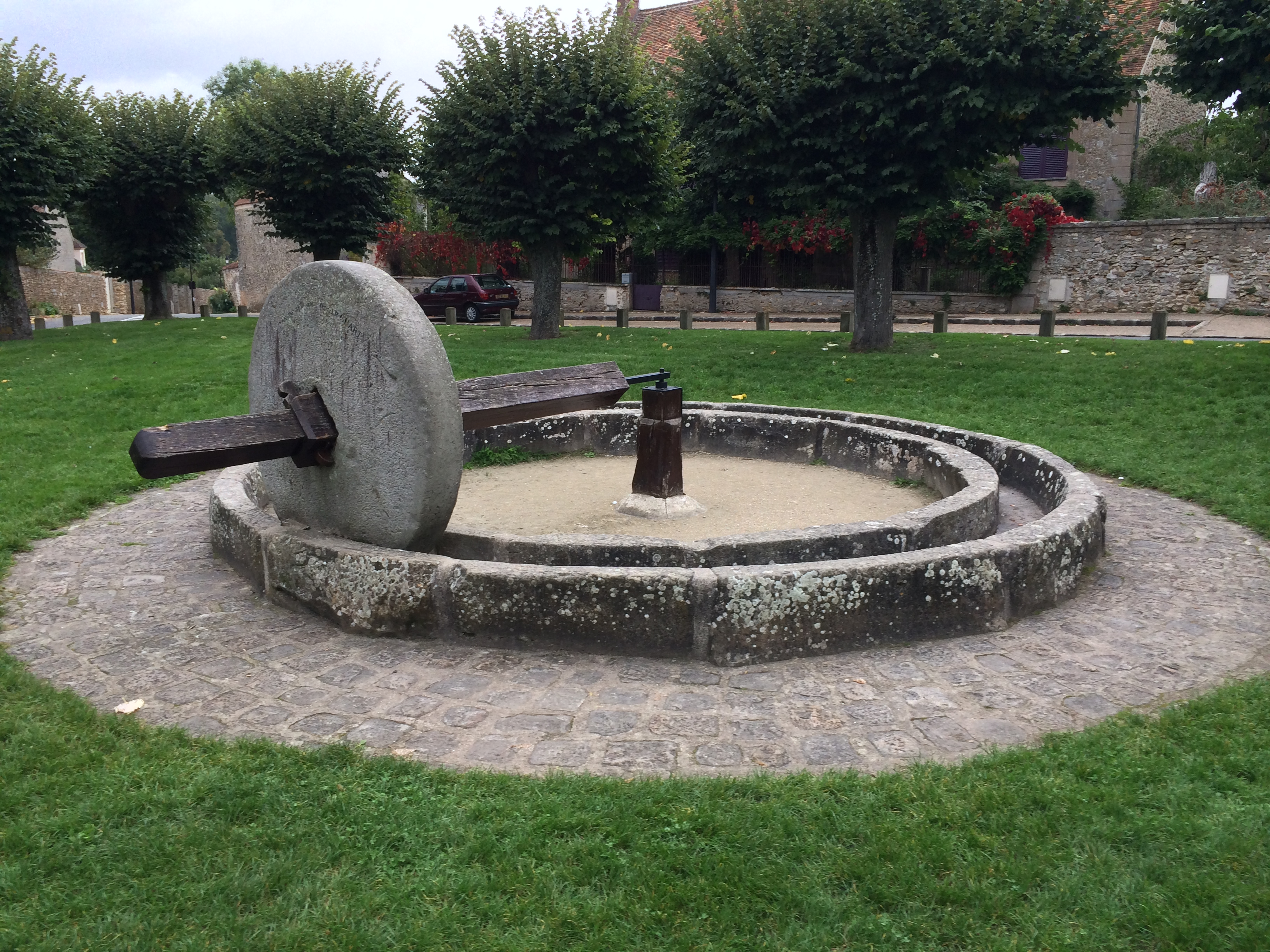
Pressoir à pommes.
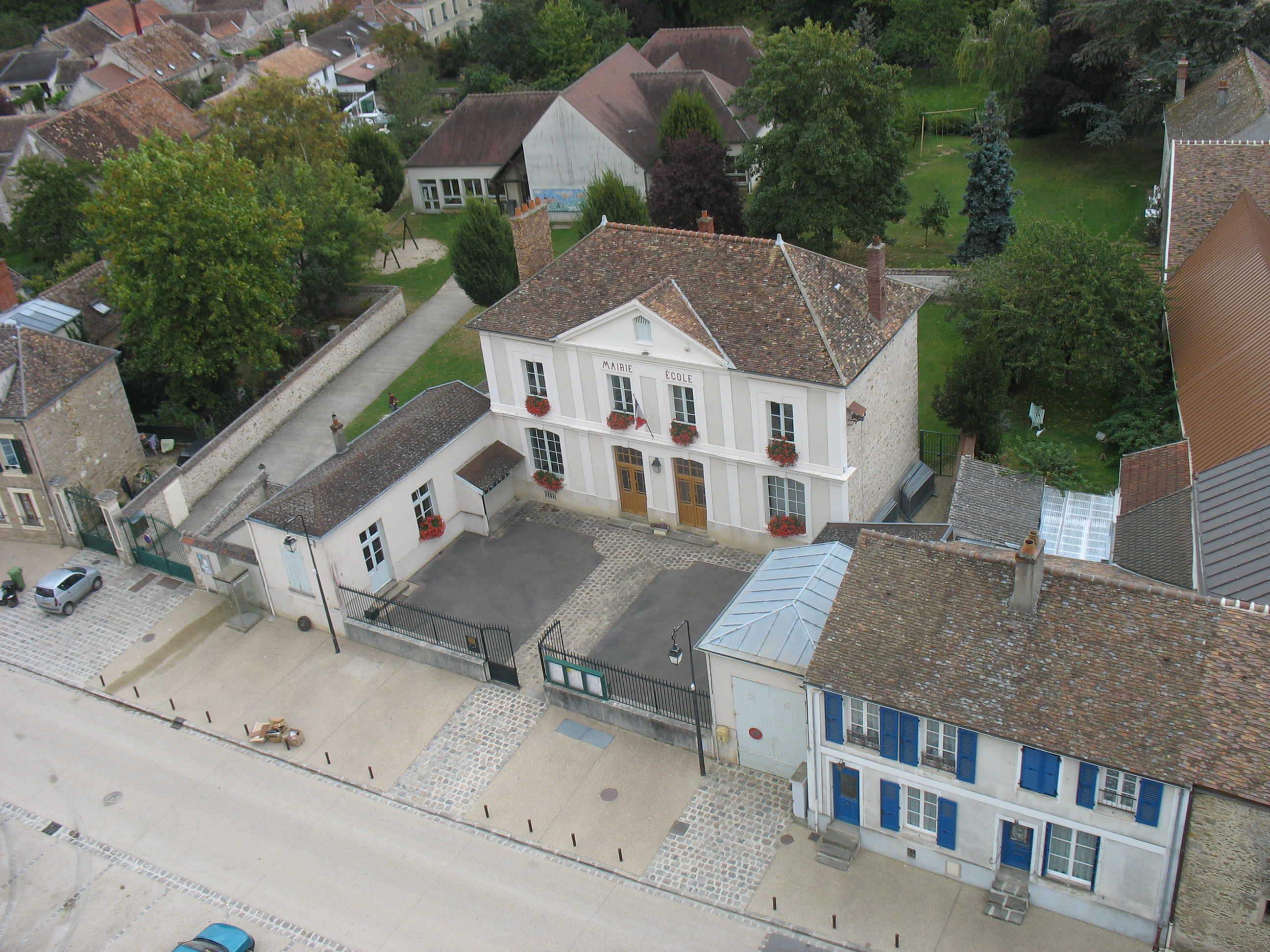
La mairie vue depuis le donjon du château.
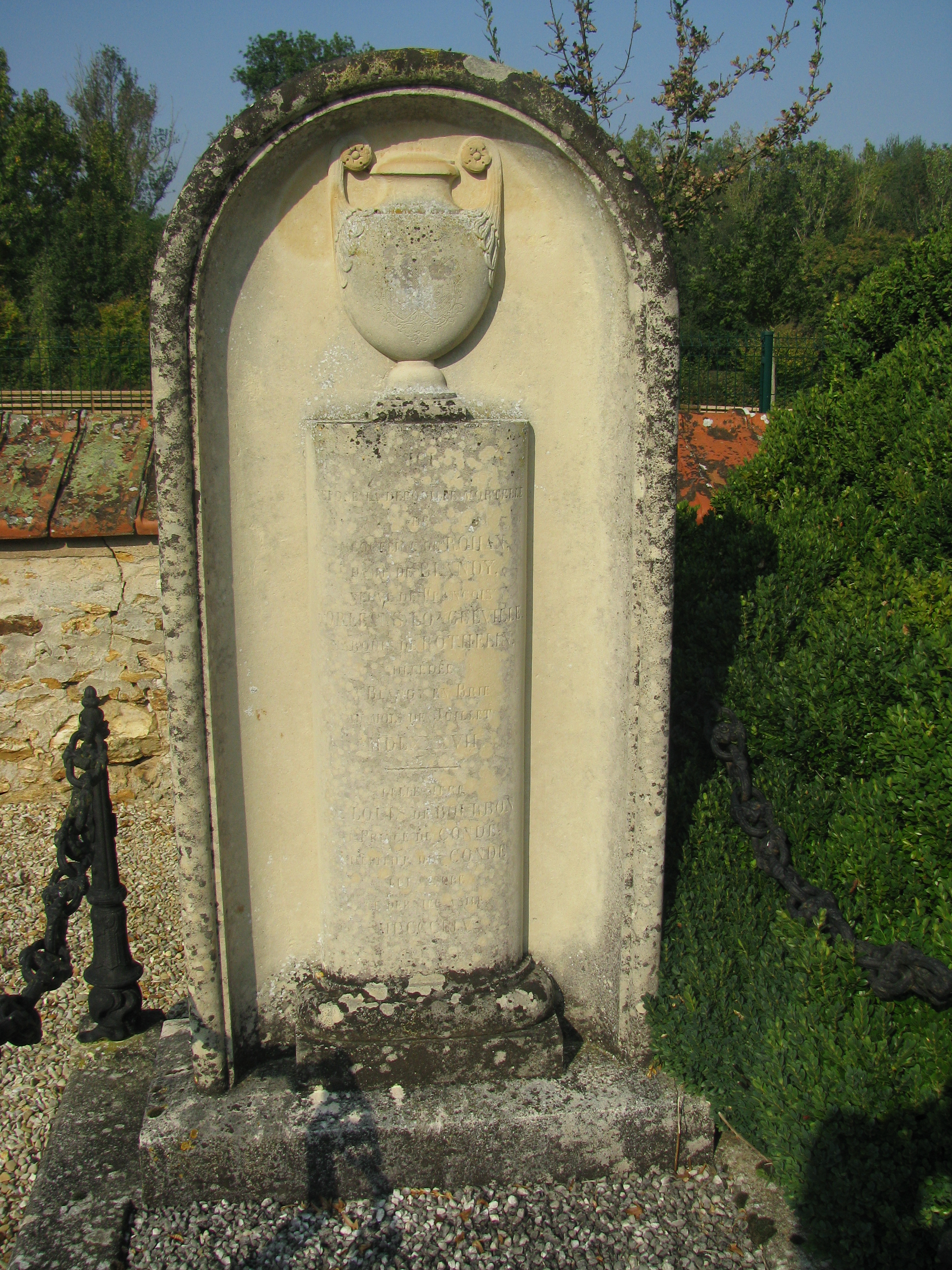
Tombe de la marquise de Rothelin, duchesse de Rohan au cimetière de Blandy.
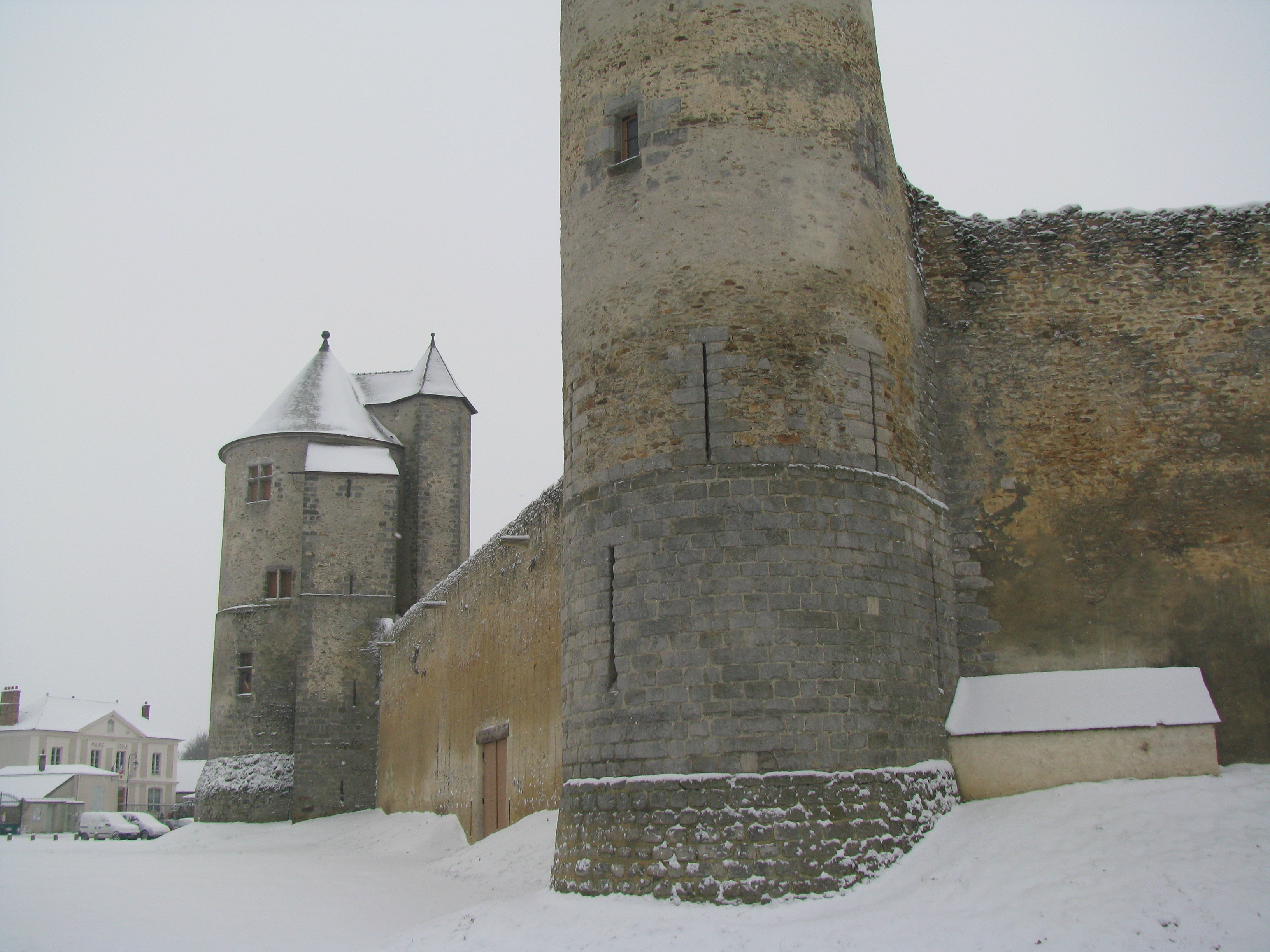
Le château sous la neige.

### Personnalités liées à la commune
- Daniel Gittard (1625-1686), architecte français, né à Blandy ;
- Louis Silvy (1760-1847), polémiste janséniste, y possédait une ferme ;
- Laurent Schobert, général d'Empire, y est enterré dans le cimetière communal ;
- Abdallah d'Asbonne, mamelouk de la garde impériale de Napoléon Bonaparte ;
- Joseph Bossert (1851-1906), né à Blandy, astronome français ;
- Jean Canolle, écrivain, scénariste, homme de lettres ;
- Michel Levy, sculpteur ;
- Raoul Kourilsky, médecin ;

### Héraldique, devise et logotype
|  | Les armes de Blandy se blasonnent ainsi : D’azur aux sept besants d’or donnés 3.3.1, au chef du même. |

Il s'agit des « armes pleines » de la maison de Melun.